# Cratere Harpalus
Harpalus è un cratere lunare di 39,77 km situato nella parte nord-occidentale della faccia visibile della Luna.
Il cratere è dedicato all'astronomo greco Arpalo.

## Crateri correlati
Alcuni crateri minori situati in prossimità di Harpalus sono convenzionalmente identificati, sulle mappe lunari, attraverso una lettera associata al nome.
| Harpalus | Coordinate            | Diametro (in km) |
| -------- | --------------------- | ---------------- |
| B        | 56°14′24″N 43°46′12″W | 7,71             |
| C        | 55°35′24″N 45°14′24″W | 10               |
| E        | 52°46′12″N 50°58′48″W | 7,52             |
| G        | 53°37′48″N 52°16′48″W | 10,37            |
| H        | 53°48′00″N 53°20′24″W | 7,85             |
| S        | 51°33′N 50°24′W       | 4,42             |
| T        | 50°07′12″N 49°34′12″W | 4,35             |